# Port lotniczy Porto Alegre
Port lotniczy Porto Alegre (ang. Porto Alegre Airport, IATA: PGP, ICAO: FPPA) – port lotniczy zlokalizowany na Wyspie Świętego Tomasza (Wyspy Świętego Tomasza i Książęca).